# Von der Goltz (1787)
Von der Goltz is een van oorsprong uit Mark Brandenburg afkomstig adellijk geslacht waarvan een natuurlijke afstammeling in 1787 in de Pruisische adel werd opgenomen. 

## Geschiedenis
Op 9 mei 1789 werd Leopold Heinrich von der Goltz (1745-1816), lid van de tak Heinrichsdorf uit het adellijke geslacht Von der Goltz, generaal-luitenant en gezant in Sint-Petersburg, in de Pruisische gravenstand verheven. Diens natuurlijke zoon Karl Friedrich Heinrich von der Goltz (1775-1822) verkreeg op 3 maart 1787 adelslegitimatie en werd met zijn vader in 1789 verheven tot graaf. Een nakomeling van hem, Karl Leopold Eugen Graf von der Goltz (1864-1944), werd generaal-majoor, vleugel-adjudant van keizer Wilhelm II en trouwde met de Nederlandse jkvr. Alwina Brantsen (1868-1957), lid van de familie Brantsen, waarna nageslacht de voornaam Alwine/Alwina krijgt. Met hun dochter Elisabeth Dorothea Alwina Henriette Gräfin von der Goltz (1904-1997) stierf dit adellijke geslacht uit.

## Enkele telgen
Karl Friedrich Heinrich Graf von der Goltz (1775-1822), Pruisische generaal-luitenant en gezant in Frankrijk
- Karl Friedrich Ferdinand Graf von der Goltz (1815-1901), Pruisische generaal der Cavalerie, generaal-adjudant van keizer Wilhelm I
  - Karl Leopold Eugen Graf von der Goltz (1864-1944), Pruisische generaal-majoor der Cavalerie, behoorde tot de militaire hofhouding van keizer Willem II; trouwde in 1894 op Zypendaal met jkvr. Alwina Brantsen (1868-1957)
    - Marie Alwina Rodolfine Sophie (Maja) Gräfin von der Goltz (1895-1973); trouwde in 1917 met mr. Jan Arend Godert baron de Vos van Steenwijk (1889-1972), jurist en voorzitter van de Hoge Raad van Adel
      - Alwine Antoinette barones de Vos van Steenwijk (1921-2012), presidente van de internationale beweging ATD Vierde Wereld

    - Elisabeth Dorothea Henriëtte Gräfin von der Goltz (1904-1997); trouwde in 1928 met jhr. Daniël de Blocq van Scheltinga (1903-1962), NSB-burgemeester van Wassenaar; zij liet zich in 1952 van hem scheiden
      - jkvr. Reina de Blocq van Scheltinga (1938), hofdame